# Viagrande
Viagrande là một đô thị ở tỉnh Catania trong vùng Sicilia, có khoảng cách khoảng 160 km về phía đông nam của Palermo và cách khoảng 11 km về phía bắc của Catania. Tại thời điểm ngày 31 tháng 12 năm 2004, đô thị này có dân số 7.225 người và diện tích là 10,1 km².
Viagrande giáp các đô thị: Aci Bonaccorsi, Aci Sant'Antonio, San Giovanni la Punta, Trecastagni, Zafferana Etnea.